# Pascualgnathus
Pascualgnathus is een geslacht van uitgestorven traversodontide cynodonten uit het Midden-Trias van Argentinië. Er zijn fossielen gevonden van de Río Seco de la Quebrada-formatie van de Puesto Viejo-groep. 

## Naamgeving
De typesoort Pascualgnathus polanskii werd in 1966 benoemd door José Fernando Bonaparte. De geslachtsnaam eert paleontoloog Rosendo Pascual en verbindt diens naam met een Grieks gnathos, 'kaak'. De soortaanduiding eert de geoloog Jorge Polanski die de stratigrafie van het vondstgebied vastlegde.
Het holotype is MLP 65-VI-18-1, een skelet met schedel en onderkaken. Drie andere schedels zijn toegewezen.

## Beschrijving
Pascualgnathus is een kleine traversodontide. Hij heeft grote bovenste hoektanden en kleine postcanine tanden. De postcanine tanden van Pascualgnathus en andere traversodontiden zijn breed, waardoor ze plantaardig materiaal kunnen eten. De bovenste hoektanden zijn rechthoekig. Elk heeft een centrale rand en een knobbel aan de kant die naar de mond is gericht. Er zijn ook twee knobbels aan de kant van de tand die naar de lippen is gericht, waarvan de ene groter is dan de andere. De onderste hoektanden zijn minder rechthoekig van vorm en hebben slechts twee knobbels. In tegenstelling tot de bovenste hoektanden zijn ze langer dan breed.

## Fylogenie
Toen Pascualgnathus werd benoemd in 1966, werd het beschouwd als een lid van de familie Diademodontidae die nauwer verwant was aan het Afrikaanse geslacht Trirachodon dan het Zuid-Amerikaanse geslacht Diademodon. Diademodon werd later ontdekt in de Río Seco de la Quebrada-formatie naast Pascualgnathus, wat suggereert dat de voorouders van Pascualgnathus migreerden van Afrika naar Zuid-Amerika.